# Antelm
Antelm (ur. 1107 Chambéry, zm. 26 czerwca 1178 w Belley) – święty Kościoła katolickiego, przeor, biskup.
Urodzony na zamku Chignin położonym pod Chambéry, początkowo pełnił obowiązki prepozyta kapituły, ale około 1136 roku wstąpił do zakonu kartuzów. Po dwóch latach obrano go przeorem, ale z urzędu zrezygnował w wyniku okazywanego braku posłuszeństwa. W zakonie zainicjował powołanie kapituły generalnej na której czele stanął. Mimo obrania go 1163 roku na stolicę biskupią w Belley, sakrę przyjął dopiero pod wpływem nacisku papieża Aleksandra III. W 1175 r. na skutek ignorowania jego zwierzchności przez hrabiego z Maurienne przeniósł się do Wielkiej Kartuzji i wrócił dopiero po interwencji papieża.
Wspomnienie liturgiczne przypada na dzienną rocznicę śmierci to jest 26 czerwca.